# Elula Perrin
Elula Perrin (31 tháng 3, 1929, Hà Nội – 22 tháng 5, 2003, Paris) là nhà văn người Pháp gốc Việt.
Năm 1969, bà và Aimée Mori thành lập Katmandou, câu lạc bộ đêm đầu tiên cho phụ nữ ở Paris. Nó đóng cửa vào năm 1989.

## Tác phẩm
- Les Femmes préfèrent les femmes, Ramsay, Paris, 1977 ; J'ai lu, 1985 ; Double interligne, Paris, 1997 ; la Cerisaie, Paris, 2002.
- Tant qu'il y aura des femmes, Ramsay, Paris, 1978.
- Alice au pays des femmes, Ramsay, Paris, 1980.
- Mousson de femmes, Ramsay, 1985 ; la Cerisaie, Paris, 2003 (lời tựa của Josée Dayan).
- Pour l'amour des femmes, Ramsay, Paris, 1995.
- L'Eurasienne, Paris, Editions Osmondes, 1997.
- Va y avoir mistral, elles ne sont pas toutes gentilles, Paris, Double interligne, 1999.
- Bulles et noctambules : histoire de la nuit au féminin, Double interligne, Paris, 2000.
- Révolte des amours mortes (elle préfère toujours les femmes), Paris, la Cerisaie, 2003.
- cùng Louna Borca, Un amour, deux femmes, Paris, la Cerisaie, 2004.